# مسجد میرمحمدآقا
مسجد میر محمد آقا مربوط به دوره قاجار است و در تبریز، خیابان ششگلان و شهید بهشتی واقع شده و این اثر در تاریخ ۷ مهر ۱۳۸۱ با شمارهٔ ثبت ۶۲۱۷ به‌عنوان یکی از آثار ملی ایران به ثبت رسیده است.